# 豪内克
豪内克是德国黑森州的一个市镇。总面积17.75平方公里，总人口3215人，其中男性1620人，女性1595人（2011年12月31日），人口密度181人/平方公里。